# Mathieu de la Porte
Mathieu de la Porte (Nimega, 1660 circa – 1722) è stato un matematico francese.

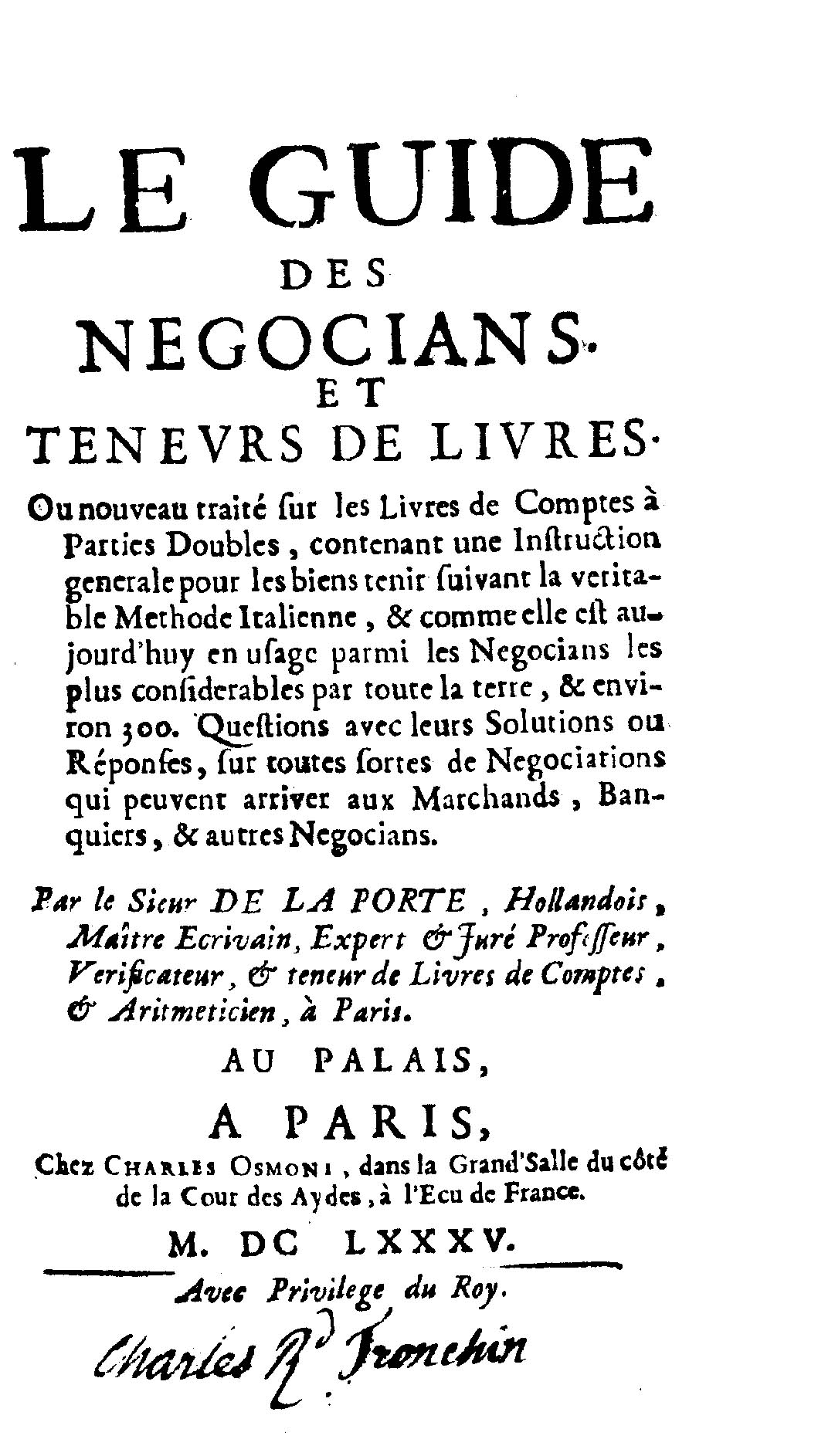
Guide des negocians et teneurs de livres, 1685

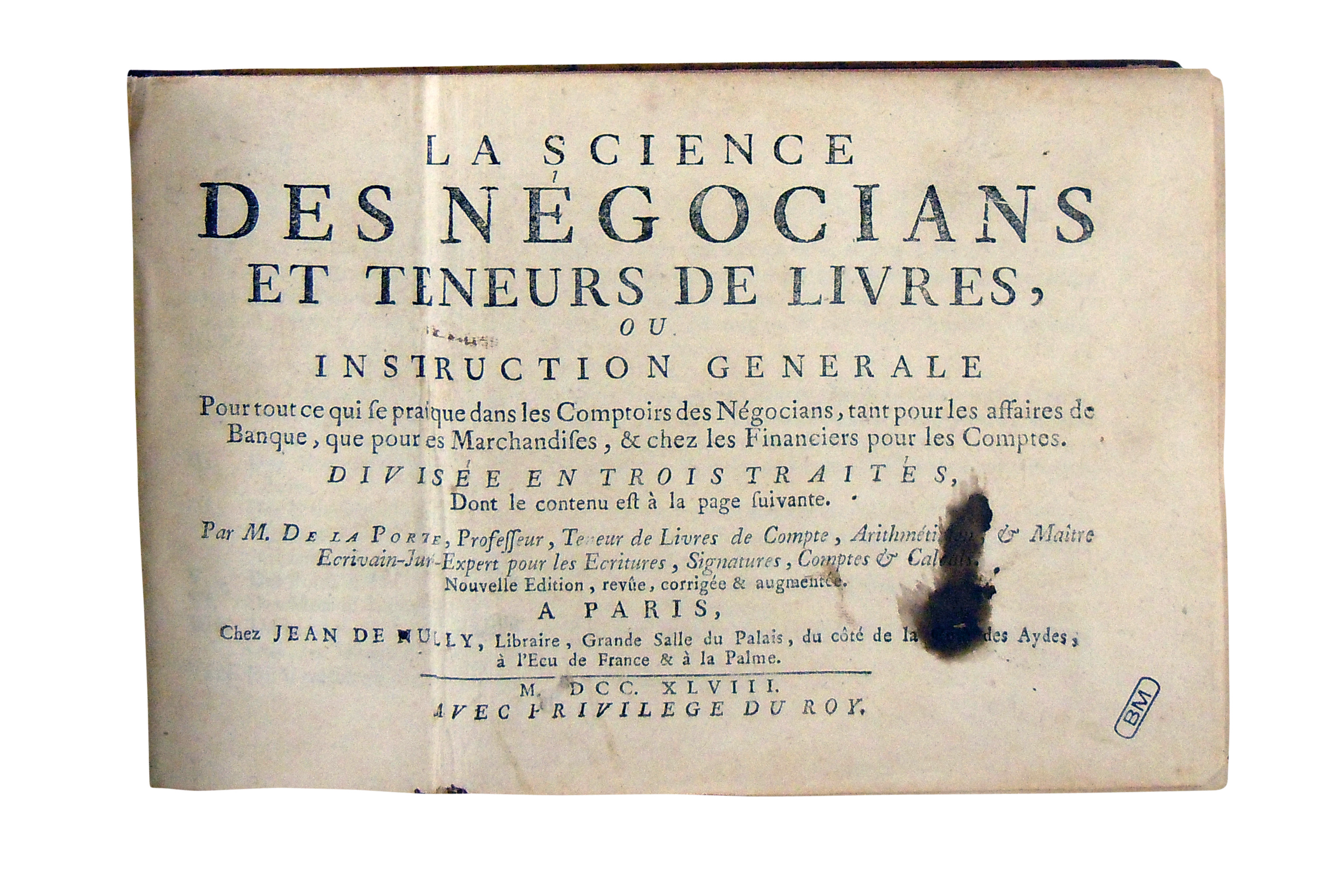
La science des négocians, 1749 (Fondazione Mansutti, Milano).

La sua Guide des negocians è conosciuta come una delle opere più diffuse sulla partita doppia ed ebbe ben 23 edizioni francesi tra il 1685 e il 1787.

## Biografia
Originario di una famiglia di mercanti francesi stabilitisi nei Paesi Bassi, trasferitosi in Francia a 18 anni abiurò la fede protestante e divenne parte della corporazione degli esperti in scrittura (maître écrivain, regolamentata dal 1570). 
Nel 1685, all'interno della corporazione, De la Porte insegnava contabilità, aritmetica, conversione e cambi delle monete, pesi e misure e si occupava di dirimere le liti tra i soci.

## Opere
- (FR) Mathieu de La Porte, Guide des negocians et teneurs de livres, ou Nouveau traité sur les livres de comptes à parties doubles, A Paris, dans la Grand'Salle du coté de la Cour des Aydes chez Charles Osmont, 1685. URL consultato il 13 giugno 2015.